# Éva Sebők-Szalay
Éva Sebők-Szalay (* 26. März 1949 in Halmaj; † 4. Juli 2011 in Budapest) war eine ungarische Volleyballspielerin und -trainerin.
Éva Sebők-Szalay spielte 236-mal in der Nationalmannschaft Ungarns. Sie nahm dreimal an Olympischen Spielen teil, wobei sie 1972 in München den fünften Platz, 1976 in Montreal und 1980 in Moskau jeweils den vierten Platz belegte. Bei den Europameisterschaften gewann die Angreiferin 1975 in Jugoslawien Silber sowie 1981 in Bulgarien Bronze.
Mit ihren Vereinen Nim-Se und Vasas Izzó/Tungsram Budapest wurde sie 13-mal ungarische Meisterin und gewann 11-mal den nationalen Pokal. Außerdem gewann sie 1973 den Europapokal der Landesmeister sowie 1980 und 1981 den Europapokal der Pokalsieger. 1985 wurde Sebők-Szalay mit Olimpia Teodora Ravenna italienische Meisterin und Pokalsiegerin. Ein Jahr später erreichte sie mit Milangaz Istanbul die türkische Vizemeisterschaft. 
Von 1985 bis 1990 trainierte Sebők-Szalay ihre ehemalige Mannschaft Tungsram SC. Von 1991 bis 1993 war sie Spielertrainerin bei Impuls SC. 1994 gründete sie den Verein PRSC Budapest, bei dem sie jahrelang auch Jugendtrainerin war. 2001 wurde sie als Ungarns beste Volleyballspielerin des Jahrhunderts ausgezeichnet. 2011 starb Sebők-Szalay nach langer Krankheit.